# جهنم و سکوت
جهنم و سکوت (انگلیسی: Hell and Silence) دومین آلبوم چندآهنگه (ای‌پی) از گروه موسیقی پاپ راک آمریکایی ایمجین درگنز است که در ۱ ژوئن ۲۰۱۰ منتشر شد. تمام قطعه‌های آلبوم توسط گروه سروده و ضبط شده است